# Stadio Nicola Tubaldi
Lo stadio Nicola Tubaldi è un impianto sportivo polifunzionale del comune italiano di Recanati, in provincia di Macerata. 
Costruito nel 1992, ospita le partite casalinghe della squadra di calcio locale, l'Unione Sportiva Recanatese. E' intitolato alla memoria di Nicola Tubaldi, atleta recanatese distintosi nell'atletica leggera tra gli anni gli anni sessanta e gli anni settanta.
Costituito da una pista di atletica leggera e con una capienza di 1.500 posti (di cui 1.000 al coperto da una tribuna in ferro), dal 2012 il campo è munito di un manto in erba sintetica, mentre le dimensioni del terreno da gioco si estendono per 101 m² X 62 m².